# Edward Tolman
Edward Chace Tolman (Newton, 14 aprile 1886 – Berkeley, 19 novembre 1959) è stato uno psicologo statunitense.
Fu il più noto neocomportamentista nonché precursore del cognitivismo, noto per i suoi studi sull'apprendimento nei topi in scatole sperimentali apposite (i cosiddetti labirinti di apprendimento). La matrice culturale di Tolman è di stampo comportamentista: rifiuto dell'introspezione, considerazione del comportamento manifesto come oggetto di studio. Anche se da Watson (il fondatore del comportamentismo) si discosta nettamente, Tolman si autodefinisce studioso del comportamento molare (definendo lo studio watsoniano comportamento molecolare) e del comportamento finalizzato (definendo quello di Watson comportamento meccanico).

## Il rapporto fra apprendimento e prestazione
Si occupò di indagare il rapporto fra apprendimento e prestazione; in altre parole, si occupò di dimostrare in sede sperimentale l'esistenza di un apprendimento latente, non direttamente connesso alla ricezione di un rinforzo.
Per verificare la propria ipotesi, selezionò tre gruppi di ratti e osservò i loro comportamenti in un labirinto. Propone tre condizioni sperimentali:
1. Topi rinforzati da subito
2. Topi non rinforzati
3. Topi rinforzati dal dodicesimo giorno

Come previsto da varie teorie di stampo comportamentista, i topi del gruppo 1 diminuivano costantemente gli errori, i topi del gruppo due facevano sempre abbastanza errori prima di uscire dal labirinto. Il gruppo più interessante per la ricerca è stato il terzo: i topi dopo aver ricevuto il rinforzo fecero una diminuzione elevata di errori, riuscendo a superare le prestazioni del gruppo 1; essi dovevano avere appreso nei primi giorni la struttura del labirinto senza la necessità di alcun rinforzo e, una volta rinforzati, iniziavano a usarla per eseguire il compito.
Tolman si riferisce a questo proposito alla creazione di una mappa cognitiva, ossia una rappresentazione mentale della meta e dello spazio che conduce ad essa: grazie a tale mappa, secondo il principio del minimo sforzo, la meta viene raggiunta per mezzo del percorso più semplice e meno dispendioso. Secondo tale prospettiva, quindi, muta il ruolo del rinforzo ai fini dell'apprendimento.

## Mappe cognitive
Nell'apprendimento latente si utilizzano mappe cognitive o schemi mentali, che sono la rappresentazione mentale dello spazio attraversato. Esse ci aiutano ad orientarci nel mondo circostante attraverso connessioni fra oggetti, significati, fatti e situazioni. Ciò è valido anche per gli esseri umani.
Le variabili possono essere cognitive o motivazionali; Tolman valorizza il ruolo della soggettività e dell'intenzionalità, perciò parla di comportamento finalizzato. Possiamo immaginare le mappe cognitive come delle bussole che ci servono ad incamerare esperienze e fatti, a prevedere le conseguenze di determinate azioni, a creare collegamenti con conoscenze precedenti, a selezionare i comportamenti da assumere in situazioni del tutto nuove.